# Юрьевская Слобода
Ю́рьевская Слобода — деревня в Ростовского района Ярославской области России. Входит в состав сельского поселения Ишня.

## География
Расположена в 189 км от Москвы, 53 км от Ярославля, граничит на юго-западе с Ростовом. Деревня расположена между рекой Ишня на западе и трассой М8 Москва — Архангельск на юге. Находится в 2 км от ближайшей железнодорожной станции Ростов-Ярославский.

## История
Церковь в селе построена в 1828 году ростовским купцом Федором Борисовичем Мясниковым, престолов было два: Святого Великомученика Гeopгия Победоносца и Святого Великомученика Феодора Стратилата.
В конце XIX — начале XX слобода входила в состав Шулецкой волости Ростовского уезда Ярославской губернии.

## Население
| 1859 | 1914 | 2007 | 2010 |
| ---- | ---- | ---- | ---- |
| 286  | ↗300 | ↘97  | ↗105 |

### Известные жители
- Чистов, Константин Александрович (1922—1945) — связист, Герой Советского Союза.

## Достопримечательности
Вблизи деревни, у места пересечения федеральной автотрассы «Холмогоры» и реки Ишни — знаменитый памятник деревянного русского зодчества XVII века — церковь Иоанна Богослова на Ишне (1687 год).